# Daniel Roi
Daniel Roi (* 23. Dezember 1987 in Wolfen) ist ein deutscher Politiker (AfD). Er gehört seit 2016 dem Landtag von Sachsen-Anhalt an. Von März bis November 2016 war er parlamentarischer Geschäftsführer der AfD-Landtagsfraktion. Von Dezember 2024 bis Mai 2025 war er fraktionsloser Abgeordneter.

## Leben

### Ausbildung
Roi studierte Agrarwissenschaften mit dem Schwerpunkt Politik/Wirtschaft, sein Studium schloss er mit einem Bachelor of Engineering (B.E.) ab. Während seines Studiums arbeitete Roi zeitweise in einer Schweinezuchtanlage und in einem Milchviehbetrieb. Ebenso war er für das Amt für Landwirtschaft, Flurneuordnung und Forsten Anhalt in Dessau-Roßlau tätig. Roi ist ehrenamtlich für die Bitterfeld-Wolfener Feuerwehr aktiv.

### Privat
Roi ist verheiratet und hat ein Kind. Er war mit der AfD-Landtagsabgeordneten Sarah Sauermann liiert. Er lebt in Thalheim, einem Ortsteil von Bitterfeld-Wolfen.

## Politische Karriere
Roi trat der Partei Alternative für Deutschland im März 2013 bei. Er kandidierte bereits bei der Bundestagswahl im September 2013 für den Bundestagswahlkreis 71 (Anhalt) und erreichte 4,6 Prozent der Erststimmen. Als Kandidat der AfD für das Amt des Landrates im Kreis Anhalt-Bitterfeld holte er am 25. Mai 2014 11,3 % der Stimmen. Seit der Kommunalwahl 2014 ist Roi Mitglied im Kreistag von Anhalt-Bitterfeld und im Stadtrat seiner Heimatstadt Bitterfeld-Wolfen. Er war dort Vorsitzender der Stadtratsfraktion sowie Mitglied im Hauptausschuss und im Ausschuss für Recht, Ordnung, Verkehr und Bürgeranfragen (ROVB). Seit 2019 ist er Vorsitzender des Ausschusses ROVB im Stadtrat. Im Kreistag führte die AfD-Fraktion an und bis 2019 Mitglied im Vergabeausschuss sowie im Ausschuss für Landwirtschaft und Umwelt. Aktuell ist er im Mitglied Kreis- und Finanzausschuss.
Bei der Landtagswahl in Sachsen-Anhalt 2016, bei der Roi den Wahlkampf für die Alternative für Deutschland leitete, zog er mit 31,0 Prozent der Erststimmen als Direktkandidat seiner Partei im Wahlkreis Wolfen (Wahlkreis 28) in den Landtag Sachsen-Anhalt ein. Bei der Landtagswahl in Sachsen-Anhalt 2021 zog er über die Landesliste der AfD ins Parlament ein.
Roi ist zudem seit der Gründung am 18. September 2013 Vorsitzender des AfD-Kreisverbandes Anhalt-Bitterfeld und damit einer der dienstältesten AfD-Kreisvorsitzenden bundesweit. Er wurde 2015, 2017, 2019, 2021 und 2023 wieder gewählt.
Auf der konstituierenden Sitzung der AfD-Landtagsfraktion wurde Roi zum parlamentarischen Geschäftsführer gewählt. Das Amt verlor er jedoch bereits im November 2016 wieder; Roi galt als „Widersacher“ des Fraktionsvorsitzenden André Poggenburg. In einer Kampfabstimmung setzte sich sein Fraktionskollege Robert Farle mit 13 zu 12 Stimmen durch.
Im Landtag war er Sprecher für Kommunalpolitik der AfD-Fraktion und Mitglied im Ausschuss für Landwirtschaft, Forsten und Ernährung sowie im Untersuchungsausschuss zum Stendaler Wahlbetrug.
Seit dem 23. Juli 2024 ist Roi Ortsbürgermeister seines Heimatdorfes Thalheim.
Am 19. Dezember 2024 wurde Roi aus der AfD-Landtagsfraktion ausgeschlossen. Zudem leitete der Landesvorstand der AfD Sachsen-Anhalt ein Parteiausschlussverfahren gegen ihn ein; er wurde schließlich lediglich abgemahnt. Grund für die Maßnahmen sei das „unwiderruflich zerstörte Vertrauensverhältnis“ nach „wiederholten innerparteilichen Verfehlungen sowie einer zersetzerischen Zusammenarbeit mit der Presse gegen die eigene Partei“ gewesen. Im Hintergrund standen Auseinandersetzungen innerhalb des von Roi geleiteten Kreisverbands Anhalt-Bitterfeld, die bereits im September 2024 zum Rücktritt mehrerer Vorstandsmitglieder geführt hatten, darunter der des Raguhn-Jeßnitzer Bürgermeisters Hannes Loth. Am 27. Mai 2025 wurde Roi wieder in die AfD-Fraktion aufgenommen.

## Kontroversen

### Provokanter Tweet über Wolfgang Schäuble, Claudia Roth und Karamba Diaby
Am 31. Oktober 2017 veröffentlichte Roi einen Tweet mit dem Wortlaut: „Neues Präsidium im Bundestag: Ein Rollstuhlfahrer, Claudia Roth von den Grünen und ein Afrikaner der SPD. Perfektes Abbild der BRD 2017.“ Gemeint waren damit neben Roth der Bundestagspräsident Wolfgang Schäuble und der SPD-Bundestagsabgeordnete Karamba Diaby, der jedoch gar nicht im Bundestagspräsidium ist, sondern bei der konstituierenden Sitzung am 24. Oktober 2017 nur Beisitzer für die Wahlen zu den Bundestagsvizepräsidenten war. Obwohl derartige Provokationen auf Kosten von anderen Menschen, insbesondere jener mit Migrationshintergrund, innerhalb der AfD gängige Praxis sind, distanzierten sich in diesem Fall vier AfD-Bundestagsabgeordnete aus Sachsen-Anhalt von Roi, dessen Aussagen sie als „dumpfe Hetze“ bezeichneten. Nach Aufkeimen von Kritik bezeichnet Roi den Tweet als „missverständlich“ und löschte den Beitrag.

### Teilnahme an rechtsextremer Kundgebung
Im Juni 2019 wurden Fotos öffentlich, die Roi 2009 bei einem von der rechtsextremen Jungen Landsmannschaft Ostdeutschland (JLO) organisierten „Trauermarsch“ zur Bombardierung von Dresden im Zweiten Weltkrieg zeigen. Die Fotos zeigen Roi in der dritten Reihe hinter einem Banner einer Gruppe mit dem Namen „Freie Nationalisten aus Anhalt-Bitterfeld / Dessau-Aken“, die nach Angaben der Mitteldeutschen Zeitung damals vom Verfassungsschutz als gewaltbereit eingestuft wurde. In unmittelbarer Nähe zu Roi ist auf den Fotos außerdem die NPD-Funktionärin Carola Holz zu sehen. Roi bestätigte seine Teilnahme an der Kundgebung und schrieb zu der Foto-Aufnahme auf Facebook: „Ich habe in meiner Jugend neben der Veranstaltung der parteiunabhängigen JLO in Dresden auch Veranstaltungen des linken Spektrums aufgesucht.“ Und weiter: „Für mein damaliges Vorhaben Politik mit Schwerpunkt Extremismus studieren zu wollen, war es für mich von Interesse, mir vor Ort ein eigenes Bild von solchen Großveranstaltungen zu machen“. Vertreter anderer Parteien, wie Sebastian Striegel von den Grünen, beurteilten Rois Äußerungen als unglaubwürdig: „Auf den Fotos ist keine soziologische Feldstudie zu sehen, sondern ein Demonstrant. Roi ist auch bis heute nicht aus der Szene ausgestiegen“, sagte der Parlamentarische Geschäftsführer der Grünen-Fraktion.